# Philipp Lienhart
Philipp Lienhart, född 11 juli 1996, är en österrikisk fotbollsspelare som spelar för SC Freiburg.

## Klubbkarriär

### Tidig karriär
Lienhart började spela fotboll i SC Lilienfeld och gick som elvaåring till Rapid Wien. Han spelade totalt 28 matcher för reservlaget i Regionalliga Ost (Österrikes tredjedivision).

### Real Madrid
Den 30 augusti 2014 lånades Lienhart ut till Real Madrids ungdomslag på ett ettårigt låneavtal. Han spelade bland annat sju matcher i Uefa Youth League innan det blev klart med en permanent övergång till Real Madrid den 14 juli 2015. Säsongen 2015/2016 spelade Lienhart för Real Madrid Castilla i Segunda División B. 
Den 17 oktober 2015 var Lienhart för första gången uttagen i A-lagets matchtrupp till en match mot Levante, dock utan att få någon speltid. Lienhart debuterade för Real Madrid den 2 december 2015 i en Copa del Rey-match mot Cádiz, där han blev inbytt i den 77:e minuten mot James Rodríguez. Lienhart blev då den första österrikaren genom tiderna att spela för Real Madrid.

### SC Freiburg
Inför säsongen 2017/2018 gick Lienhart till SC Freiburg på ett låneavtal med köpoption. Han startade i Freiburgs första nio ligamatcher men råkade den 22 oktober 2017 ut för en knäskada. Lienhart återkom till spel den 10 december, men råkade då ut för en ny knäskada.
Inför säsongen 2018/2019 använde sig Freiburg av köpoptionen i låneavtalet och värvades Lienhart på en permanent övergång.

## Landslagskarriär
Lienhart har spelat för samtliga österrikiska ungdomslandslag sedan U18-landslaget, där han debuterade den 5 mars 2014 i en match mot Slovenien. Lienhart har bland annat spelat U19-EM 2014 i Ungern, där Österrike tog sig till semifinal samt U20-VM 2015 i Nya Zeeland, där Österrike blev utslagna i åttondelsfinalen. Under 2015 spelade han även samtliga matcher för Österrikes U21-landslag i kvalet till U21-EM 2017.
I september 2017 blev Lienhart uttagen i Österrikes A-landslag för första gången som ersättare till skadade Sebastian Prödl. Han debuterade den 9 oktober 2017 som startspelare i en 1–0-vinst över Moldavien i kvalet till fotbolls-VM 2018.